# شهرستان سامرست
سامرست (به انگلیسی: Somerset) نام یکی از شهرستان‌های تشریفاتی و غیر شهری در ناحیه جنوب غربی انگلستان واقع شده‌است. این شهرستان از سمت جنوب و غرب به دوون، از سمت شمال به سرحد انگلستان و از سمت شرق به شهرستان‌های گلاسترشایر، دوون و ویلتشایر محدود شده‌است. جمعیت این شهر بالغ بر ۹۱۰٬۲۰۰ نفر و مساحت آن نیز ۴۱۷۱ کیلومتر مربع است.

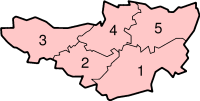

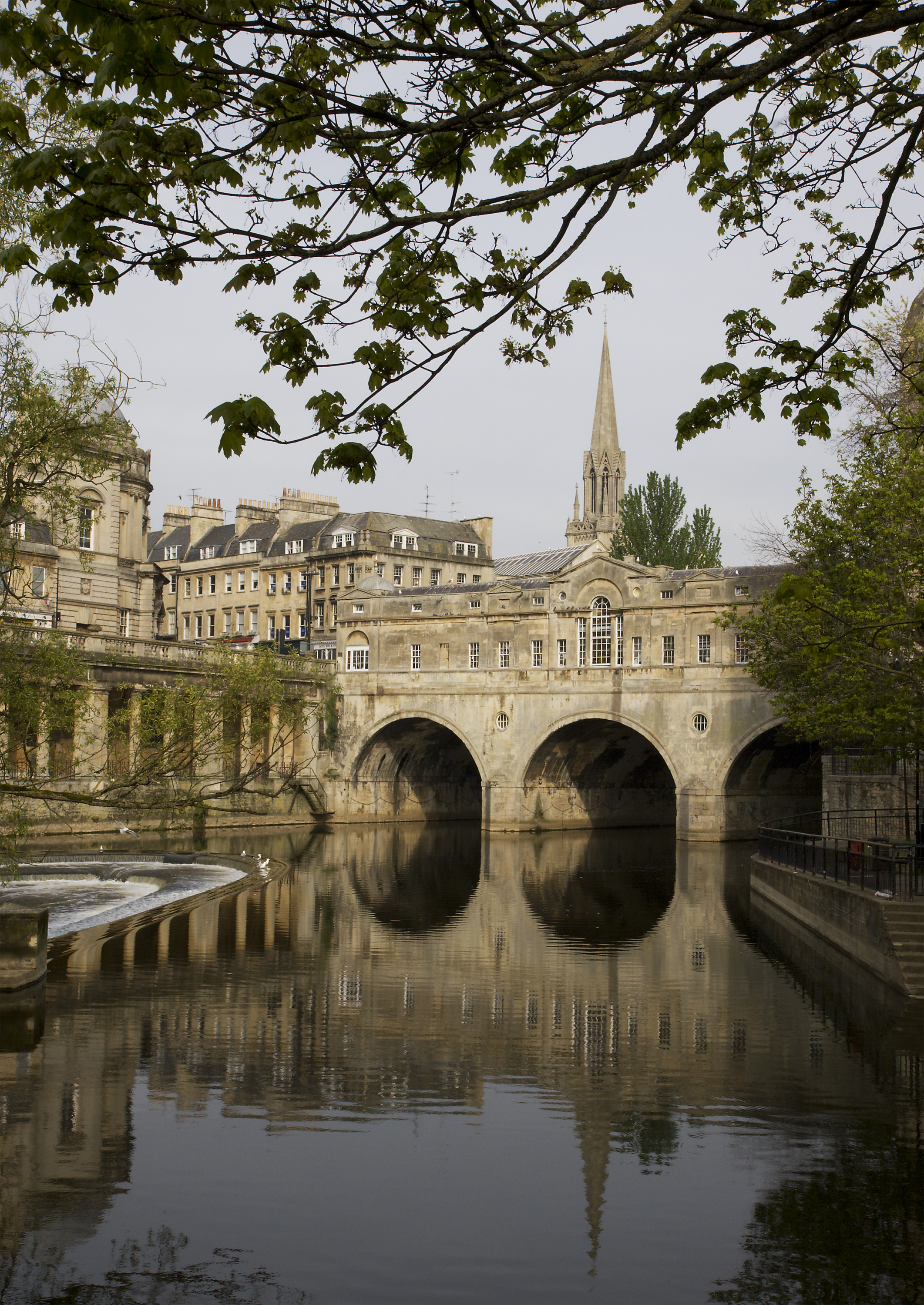